# Ittys annae
Ittys annae är en stekelart som först beskrevs av Karpinski 1954.  Ittys annae ingår i släktet Ittys och familjen hårstrimsteklar. Inga underarter finns listade i Catalogue of Life.